# Incaleptopogon
De Incaleptopogon (Leptopogon taczanowskii) is een zangvogel uit de familie Tyrannidae (tirannen). Deze vogel is genoemd naar de Poolse zoöloog Wladyslaw Taczanowski.

## Verspreiding en leefgebied
Deze soort is endemisch in Peru.

## Status
De grootte van de populatie is in 2023 geschat op 20.000-50.000 volwassen vogels. Op de Rode lijst van de IUCN heeft deze soort de status niet bedreigd.